# Promachus erythrosceles
Promachus erythrosceles là một loài ruồi trong họ Asilidae. Promachus erythrosceles được Hobby miêu tả năm 1936. Loài này phân bố ở vùng nhiệt đới châu Phi.